# Anatoli Steiger
Pour les articles homonymes, voir Steiger.
Le baron Anatoli Sergueïevitch Steiger (en russe : Анато́лий Серге́евич Ште́йгер), né le 7 juillet 1907 (20 juillet dans le calendrier grégorien) à Nikolaïevka, dans l'ouïezd de Tcherkassy, dans le gouvernement de Kiev, alors dans l'Empire russe, et mort le 24 octobre 1944, à Leysin, en Suisse, est un poète russe, l'un des plus importants de la première vague de l'émigration russe. 
Ses poèmes, marqués par sa personnalité artistique, se rattachent néanmoins à l'esthétique de la Note parisienne.

## Biographie
Anatoli Steiger est issu d'une famille noble d'origine suisse, les Steiger (ru). Son père, le baron Sergeï Edouardovitch Steiger (ru) (1868- 1937), est maréchal de la noblesse de l'Ouïezd de Kanev (ru), et élu député à la IVe Douma d'État, en 1913. Il a deux sœurs, dont l'une, Alla Golovina (ru), est une poétesse russe connue à l'étranger.
Sa famille émigre à Constantinople en 1920. À seize ans, il vit de façon indépendante, et commence à se vouer à la poésie. Il réside en Tchécoslovaquie, en France et à partir de 1931 en Suisse. Pendant la Seconde Guerre mondiale, il soutient sans s'y impliquer la Résistance, en écrivant des pamphlets antinazis. 
Atteint depuis l'enfance  d'une forme grave de tuberculose, il meurt à l'âge de 37 ans, le 24 octobre 1944.

## Œuvre
Il est l'auteur de plusieurs recueils de poèmes : Ce jour («Этот день», 1928), Cette vie («Эта жизнь», 1931), Ingratitude («Неблагодарность», 1936). Un dernier recueil, Deux et deux font quatre («Дважды два четыре») est publié à titre posthume en 1950, et ce titre sera réutilisé pour des œuvres compètes parues en 1981 à New York.
Il est connu pour exprimer « mieux que tout » l'essence la Note parisienne, courant poétique de l'émigration russe des années 1930. Son œuvre est louée par le critique littéraire Gueorgui Adamovitch, dont il est proche intellectuellement. 
Sa poésie est marquée par l'influence de Mikhaïl Kouzmine, de Gueorgui Ivanov et d'Adamovich, avec une même touche très personnelle, reposant sur la prédominance de miniatures lyriques (une ou plusieurs strophes, souvent construites avec une répétition du dernier vers), et sur les thématiques de la solitude, de la nostalgie, de la fragilité de la paix et du pressentiment de la mort. Sa métrique est classique, mais utilise aussi des trimètres dolniks.

## Publications
- (ru) Этот день [« Ce jour »], Paris,‎ 1928 ;
- (ru) Эта жизнь [« Cette vie »], Paris,‎ 1931 ;
- (ru) Неблагодарность [« Ingratitude »], Paris,‎ 1936 ;
- (ru) 2x2 = 4, Paris, 1950, 2e édition — New York, 1982 ;
- (ru) « Самоубийство. Рассказ » [« Suicide. Récit »], Русская мысль,‎ 1984, 24 mai, 7 juin ;
- (ru) « Детство. Воспоминания » [« Enfance. Souvenirs »], Новый журнал, no 154,‎ 1984 ;
- (ru) Мертвое «да»: Стихотворения, проза, воспоминания, письма [« Le oui mort : poésies, proses, souvenirs, lettres »], Roudnia-Smolensk, Мнемозина,‎ 2007, 488 p. ;
- (ru) Этот день: Избранное [« Ce jour. Œuvres choisies »]  (Œuvres rassemblées et présentées par V. Koudriavtseva (В. Кудрявцева)), Moscou, Престиж Бук,‎ 2017, 480 p..